# Copa de Campeones A3
La Copa de Campeones A3 (también conocida como Copa de Campeones de Asia Oriental) fue un torneo anual internacional oficial de fútbol organizado conjuntamente por la RP de China, Japón y la Asociación de Fútbol de la República de Corea. Comenzó en 2003, con la participación de los campeones de liga de China, Japón y Corea del Sur. La nación anfitriona también invitó a un equipo adicional, haciendo de este un torneo de cuatro equipos. Corea del Sur fue el país más exitoso en este campeonato, ya que sus representantes lo ganaron en tres ocasiones. 
Se sugirió que el campeón de la liga de Australia se agregue a la copa en el futuro. Sin embargo, los problemas económicos con el patrocinador pusieron en duda el torneo. Se informó que es posible que el campeón de Japón no participe en la edición de 2008, ya que a Urawa Red Diamonds no se le pagó su tarifa de aparición en 2007. El certamen se canceló el 23 de septiembre de 2008 debido a la quiebra del patrocinador y fue reemplazado por Football Genuine Senator, que involucró a clubes de Japón y Corea del Sur en 2015 (también se agregó el sudeste asiático en 2016, mientras que el Medio Oriente, Australia, Nueva Zelanda, China, India , Sudáfrica y América del Sur se sumaron un año después).

## Títulos
| Año  | Sede     | Campeón                | Subcampeón              | 3.º                   | 4.º                   |
| ---- | -------- | ---------------------- | ----------------------- | --------------------- | --------------------- |
| 2003 | Tokio    | Kashima Antlers †      | Dalian Shide            | Seongnam Ilhwa Chunma | Júbilo Iwata          |
| 2004 | Shanghái | Seongnam Ilhwa Chunma  | Yokohama F. Marinos     | Shanghai Shenhua      | Inter Shanghai †      |
| 2005 | Jeju     | Suwon Bluewings        | Pohang Steelers †       | Yokohama F. Marinos   | Shenzhen Kingway      |
| 2006 | Tokio    | Ulsan Hyundai Horang-i | Gamba Osaka             | JEF United Chiba †    | Dalian Shide          |
| 2007 | Jinan    | Shanghai Shenhua †     | Shandong Luneng Taishan | Urawa Red Diamonds    | Seongnam Ilhwa Chunma |

† = no se clasificó como campeón de liga.

### Récords
- Máximos goleadores:
- 2003:  Hao Haidong (3 goles)
- 2004:  Kim Do-Hoon (2 goles)
- 2005:  Nádson (6 goles)
- 2006:  Lee Chun-soo (6 goles)
- 2007:  Washington (3 goles)